# Филипп (король Франции)
Филипп (II) Молодой (фр. Philippe de France; 29 августа 1116 — 13 октября 1131, Париж) — король Франции, правил в 1129 — 1131 годах. Представитель династии Капетингов. Старший сын короля Людовика VI Толстого и Аделаиды Савойской, дочери графа Гумберта II Савойского и Жизелы Бургундской.

## Биография
Филипп был любимым сыном своего отца, поэтому Людовик VI Толстый короновал его 14 апреля 1129 года, тем самым сделав своим соправителем. Однако молодой король не радовал Людовика, отказавшись уделять ему внимание и следовать высоким стандартам, которым следовал сам Людовик. Он стал непослушным, отвергая советы и предостережения своего отца. Средневековый писатель Вальтер Мап писал что Филипп «отклонился от путей поведения своего отца, в своей высокомерной гордости и властной заносчивости сделал себя бременем для всех».
Короткий период правления Филиппа закончился 13 октября 1131 года, спустя два года после его коронования. Когда молодой король проезжал с группой товарищей вдоль Сены, в части парижского рынка под названием Греве, его конь споткнулся о чёрную свинью, выскочившую из экскрементов, сваленных на причале в кучу. Конь упал вперёд, вышвырнув молодого короля из седла через голову. Это падение «так ужасно раздробило его конечности, что он умер спустя сутки после него», не приходя в сознание. Филипп пробыл в роли наследника всего два с половиной года и был похоронен в базилике Сен-Дени. Женат он не был и детей не оставил.
Наследником Филиппа стал его младший брат с более кроткими манерами, Луи Младший (позже известный как Людовик VII Молодой), коронованный своим отцом 25 октября 1131 года, всего спустя двенадцать дней после смерти старшего брата. 1 августа 1137 года после смерти отца Луи Младший стал единовластным королём Франции.